# Beyza Türkoğlu
Beyza Türkoğlu (n. 4 februarie 1997, în Altındağ) este o handbalistă din Turcia care evoluează pe postul de extremă stânga pentru clubul românesc SCM Gloria Buzău și echipa națională a Turciei.

## Palmares
- Liga Campionilor:
  - Locul 4 (Turneul Final Four): 2022, 2023
  - Calificări: 2016, 2017, 2020

- Cupa Cupelor:
  - Optimi de finală: 2016

- Liga Europeană:
  - Grupe: 2021, 2024

- Cupa EHF:
  - Sfertfinalistă: 2020
  - Turul 3: 2015, 2017
  - Turul 2: 2018

- Cupa Europeană:
  - Turul 3: 2024

- Cupa Challenge:
  - Optimi de finală: 2019

- Campionatul Turciei:
  -  Câștigătoare: 2015, 2016, 2019, 2021

- Cupa Turciei:
  -  Câștigătoare: 2015, 2017
  -  Finalistă: 2016

- Supercupa Turciei:
  -  Câștigătoare: 2015, 2021
  -  Finalistă: 2016, 2017

- Campionatul Danemarcei:
  -  Câștigătoare: 2023
  -  Medalie de argint: 2022

- Cupa Danemarcei:
  -  Câștigătoare: 2022, 2023, 2024

- Supercupa Danemarcei:
  -  Câștigătoare: 2022

- Campionatul Poloniei:
  -  Medalie de bronz: 2024

- Cupa Poloniei:
  -  Finalistă: 2024